# Savanna (Getränk)

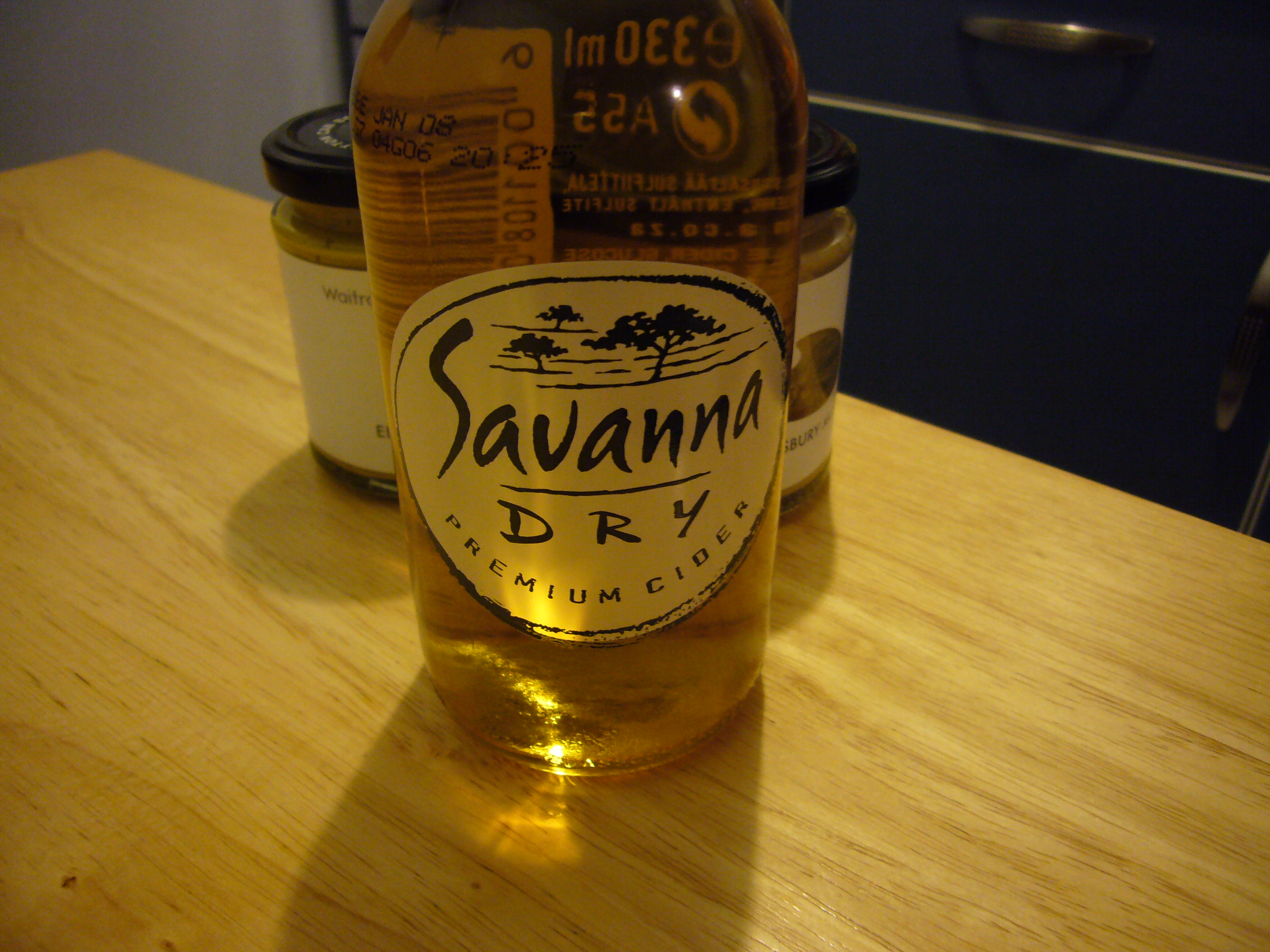
Eine Flasche Savanna Dry

Savanna ist ein seit 1996 vom südafrikanischen Unternehmen Distell Group Ltd. hergestellter Cider, der aus Äpfeln der Sorte Granny Smith hergestellt wird. Varianten sind Savanna Dry (6 % bzw. 5,5 % Alkohol), Loco (infused with Tequila), blackbeard (infused with rum) und Savanna Light, das mit 3 % einen geringeren Alkoholgehalt hat.
Abgefüllt wird Savanna in Flaschen mit 0,33 und 0,5 Liter Inhalt.
Es ist hauptsächlich in afrikanischen Staaten wie Südafrika, Namibia und Botswana verbreitet, durch Importeure aber auch in Europa verfügbar.

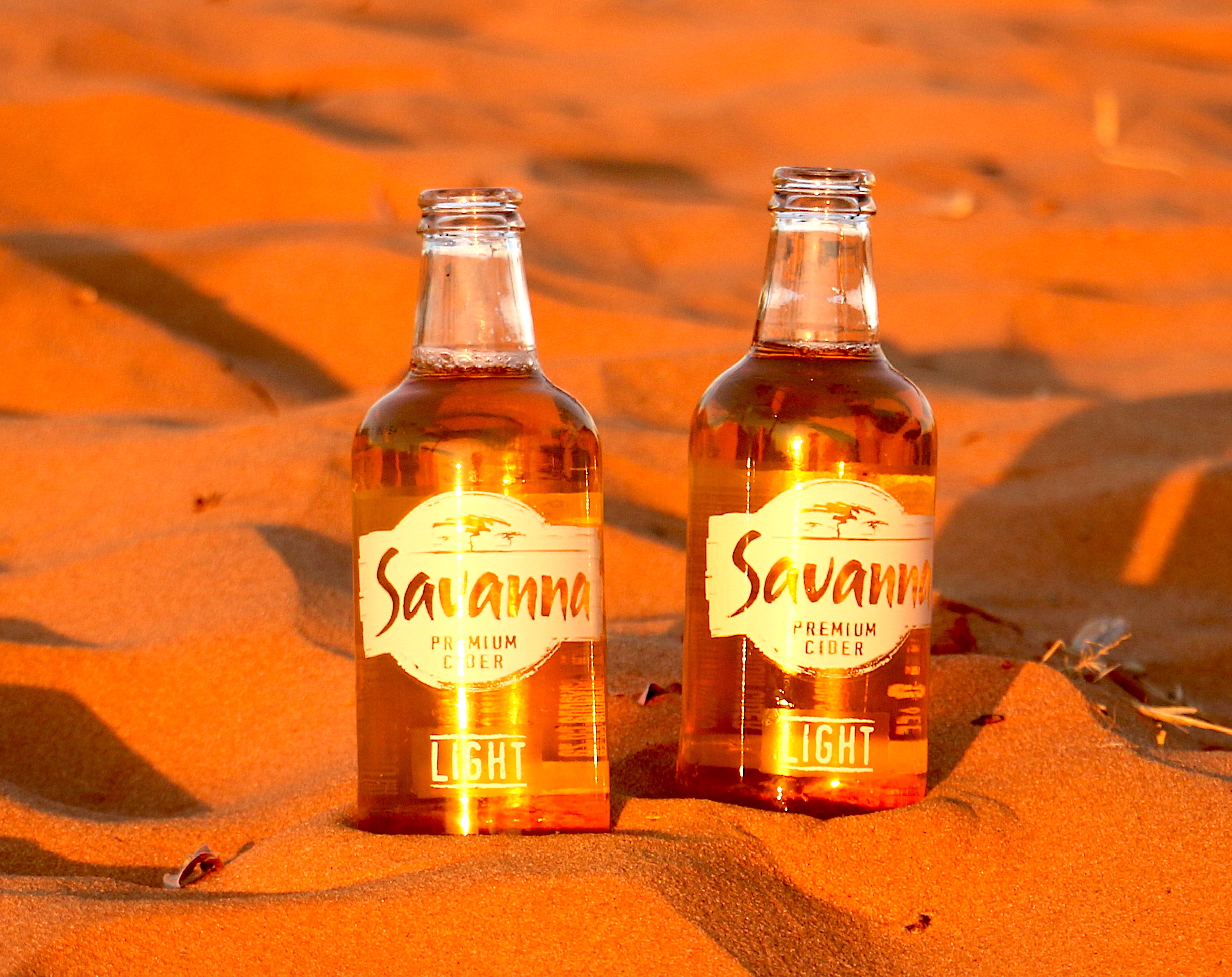
Savanna Light